# آلکوکسیله‌کردن
آلکوکسیله‌کردن یا آلکوکسیلاسیون (به انگلیسی: Alkoxylation) یک واکنش شیمیایی است که شامل افزودن یک اپوکسید به ترکیب دیگر است. شناخته شده‌ترین شکل این واکنش اتوکسیله‌کردن الکل‌ها (ROH) است که در این حالت اتیلن اکسید عامل آلکوکسیله کننده است:
ROH + C2H4O → ROCH2CH2OH
یکی دیگر از اپوکسیدهای مهم صنعتی، پروپیلن اکسید (PO, OCH2CHCH3) است. PO عمدتاً برای آلکوکسیله‌کردن در فرایند تولید پلی‌اتر پلی‌ال‌ها استفاده می‌شود. این فرایند آلکوکسیله‌کردن به شکل ساده نشان داده شده‌است:
ROH + n OCH2CHCH3 → R(OCH2CHCH3)nOH
پلی‌ال‌های مشتق شده از PO به دلیل کایرالیته پروپیلن اکسید، دارای شیمی فضایی پیچیده‌ای هستند. این پلی‌ال‌ها در مقیاس بزرگ برای تولید پلی‌یورتان‌ها از طریق تراکم با دی‌ایزوسیانات‌ها استفاده می‌شوند.